# 古谷綱武

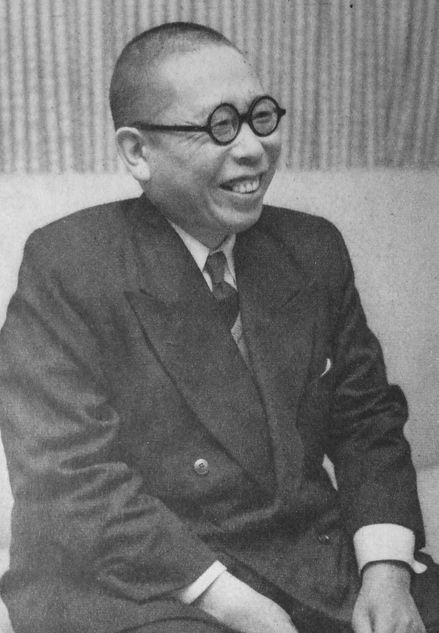
1955年

古谷 綱武（ふるや つなたけ、1908年5月5日 - 1984年2月12日）は、日本の文芸評論家。古谷重綱の子。

## 生涯
ベルギー生まれ。父親が外交官だったため小学生になるまではロンドンで暮らす。小学生時代は父の赴任に従い国内外を転々とし、13歳で一人日本（宇和島の叔父宅）に残り、1922年に旧制宇和島中学校(現在の愛媛県立宇和島東高等学校)に入学。1924年、母と兄弟が帰国し、青山学院中等部に編入、1925年に旧制成城中学校に転入。1926年に成城高等学校に入学するが、1929年に中退した。外交官を辞してブラジルでのバナナ栽培で成功した父親が東中野に自宅を建設、高校生の綱武がその設計をした。
高校中退後、同級生だった大岡昇平らと同人雑誌『白痴群』に参加し、中原中也、小林秀雄らと知り合い、文藝評論を行う。20代で最初の妻と結婚。父親からの仕送りで裕福であったため、作家仲間を集めて自宅でしばしば古谷サロンを開いた。
1936年に評論集『横光利一』を刊行し、文芸評論家としてデビュー。戦争で父親からの仕送りが止まったため生活困窮し、家庭も不和となり、家財や家を売り、女性評論を手掛け始める。1944年応召、翌年復員。
戦後は1950年代初期まで亀井勝一郎や堀秀彦らと並んで恋愛論の書き手として知られ、恋愛を教養主義的な色彩や人生論、青春論とあわせて論じ、若い世代に人気を博した。女性論、児童文学論などで100冊に及ぶ多数の著作があり、雑誌などでも活躍したが、離婚騒動がスキャンダル的に報じられたのをきっかけに、表舞台から遠ざかった。
1969年に仲間たちとの勉強会「むれの会」を主宰。
墓所は多磨霊園。

## 離婚騒動
最初の妻・豊子との間に子もあったが1951年に離婚し、自身の秘書だった吉沢久子と再婚し、当時、女性論などで活躍していた古谷が糟糠の妻を離縁して年若い秘書と結婚したとして巷を騒がせた。古谷は豊子が実家に疎開中、久子と同棲を始め、豊子が戻ってしばらく同居するも別居、古谷は協議離婚の書類を豊子に送り、判を押したら100万円、ほかに毎月3万円送ると言って離婚を迫ったが、豊子が拒否して揉めたのだった。『文藝春秋』は「疎開型離婚」の典型と断じた。
『婦人公論』（1955年5月号）は「未婚女性に捧げる特集」の中で、「ある女性問題評論家の生き方 ‐ 古谷綱武氏の離婚問題を巡る告白・訴え・批判」と題して30ページを費やして、元妻の豊子、後妻の久子、古谷の当事者3人の文章に加えて、大浜英子による「“妻”か“別れた妻”か」、古谷の離婚前の友人・高野三郎による前妻側に立った文章、8年前の別居に立ち合った谷川多喜子（谷川徹三の妻)による喧嘩両成敗的な文章を掲載した。同年10月には『精神分析』誌に「三角関係心理の親子相伝--古谷綱武氏の離婚問題」が掲載された。

## 家族
- 祖父・古谷綱紀(1853年生) ‐ 愛媛県宇和島の庄屋・地主の出で、明間村の戸長を務め、農事の研究、宇和水電の発起人などに従事した地元の名士。[9]
- 父・古谷重綱 ‐ 外交官・実業家。在メキシコ、アルゼンチン公使を務めたのちブラジルで農園経営。
- 母・みつ ‐ 室田義文の娘
- 妹・滝沢文子（1910-1952） ‐ 滝沢修の最初の妻
- 弟・古谷綱正
- 弟・古谷綱俊（1915‐） ‐  実業家。1937年東京大学文学部卒業後、ブラジルに渡り、古谷農園勤務、翌年「日伯産業」設立、1945年「インテルカルピオ・コメルシアル・ノムラリミターダ」創立、1955年「野村貿易」入社、のち取締役。[10]
- 後妻・吉沢久子 ‐ 家事評論家
- 伯父・古谷久綱 ‐ 伊藤博文の秘書官
- 甥・古谷昭綱 ‐ 綱正の長男。TBS「8時だよ!全員集合」のプロデューサー・ディレクター。京都大学卒。[11]

## 著作

### 単著
- 川端康成 作品社 1936
- 批評文学 三笠書房 1936
- 横光利一 作品社 1936
- 純情の精神 砂子屋書房 1938
- 文学紀行 評論感想集 竹村書房 1938
- 作家の世界 赤塚書房 1939
- 魅力の世界 竹村書房 1941
- 生活の心情 三省堂 1941
- 美しき日本 愛宕書房 1942
- 女性論 愛宕書院 1942
- 村生活の反省 翼賛図書刊行会 1942 (村の調査報告)
- 少女のための生活論 淡海堂 1942
- 少女のための人生論 教養社 1942
- 生活の精神 教材社 1942
- 女性・生活・文化 時代社 1942 (婦人文化叢書)
- 児童文学の理想 帝国教育会出版部 1942
- 私たちの生活と文学 宋栄堂 1942 (青少年文化読本)
- 現代母性学 東京学芸社 1942
- 生活のなかの勉強 明石書房 1942
- 人生紀行 明石書房 1942
- 指導者の精神 教材社 1943
- 人生論 一生活者の手記 青年書房昭光社 1943
- 生活の中の芸術 翼賛出版協会 1943
- 働く女性と生活 時代社 1944 (婦人文化叢書)
- 生きる態度 三省堂 1944
- 日本のこころ 翼賛出版協会 1944
- 愛情と教養 新紀元社 1946
- 人生と愛 文苑社 1946
- 生活のなかの女性 弘文社 1947
- 終戦まで 雕居堂書房 1947
- 若き母のために 光文社 1947
- 人生随筆 正・続 青雅社 1946-47
- 児童文学の手帖 育生社 1948 (芸林新書)
- 宮沢賢治の文学 日本社 1948、のち「宮沢賢治」角川文庫
- 女性の書 真光社 1948
- 若き日の思索 臼井書店 1948
- 世の中雑記 創元社 1948 (百花文庫）
- 宮沢賢治研究 日本社 1948
- 小説のなかの女性たち 1948 (コバルト叢書)
- 随筆北海道紀行 玄文社 1948
- 詩人宮沢賢治 山海堂 1948
- 教育のなかの人生 西荻書店 1948 (新教育叢書) 、のち河出文庫
- 現代の青年について 双樹社 1948
- くらしの今と昔 中央公論社 1949 (ともだち文庫)
- 悩める未亡人の為に 中内書店 1949
- 幸福への道 三笠書房 1949
- 生活への愛情 乾元社 1949
- 明かるく生きよう 少年少女のために 二葉書店 1950 (二葉学習文庫)
- ぼくの日本旅行 中央公論社 1950 (ともだち文庫)
- 暮しのなかの人生論 角川新書 1950
- 文章のはなし 小峰書店 1951 (小学生文庫)
- 日本のおいたち あかね書房 1951 (小学生学習文庫)
- 世界文学 市ケ谷出版社 1951 (文芸読本)
- どう暮したらよいか 要書房 1951
- 若き日の文学探求 泰光堂 1951 (教養選書）
- 若き女性のために 1951 (創元文庫） のち新潮文庫
- 女性のための二十四章 白灯社 1951 (白灯叢書)
- 美しい社会とよい子の生活 小峰書店 1951 (小学生文庫）
- 私たちの生きかた 牧書店 1951 (学校図書館文庫)
- 女性のための人生論 ジープ社 1951
- 青春の生き方 梧桐書院 1951　のち三笠文庫
- 心を清くする話 あかね書房 1952 (小学生学習文庫)
- 日日の幸福 実業之日本社 1952
- 恋愛と結婚 三笠書房 1952 (三笠新書）
- 日々の幸福のために 創元文庫 1952、のち新潮文庫
- 女の生き方 北辰堂 1952
- 生活を愛して 要書房 1953
- 生きるということ 要書房 1953
- はたらく女性 東洋経済新報社 1953 (家庭文庫)
- 女の幸福 東西文明社 1953
- 女性の幸福について 社会思想研究会出版部 1953（現代教養文庫）
- 現代文学教室 ポプラ社 1953 (少年少女知識文庫）
- ぼくの日本旅行 三十書房 1954
- 読書と学生 同和春秋社 1954 (中学生の文学教室)
- 妻の生きかた 新潮社 1954
- 娘の生きかた 新潮社 1954
- 母の生きかた 新潮社 1954
- 女性の幸福のために 葦出版社 1954 (葦現代叢書) のち現代教養文庫
- 働く女性のために 女性と職業 河出書房 1954 (河出新書)
- 女性のための人生論 要書房 1954
- 日本のことわざ あかね書房 1955 (小学生学習文庫)
- 宮沢賢治 国土社 1955 (少年伝記文庫）
- 若さと幸福 社会思想研究会出版部 1955 (現代教養文庫)
- 恋愛と結婚 三笠書房 1955 (三笠新書)
- 新しい生活のために 北辰堂 1955
- 女の考え方 河出書房 1955 (河出新書)
- わたくしの恋愛論 ダヴィッド社 1956
- くらしのちえ 学風書院 1956 (思索新書)
- 家庭生活の幸福 1・2  角川書店 1956 (角川新書)
- 生きる人たち 東西文明社 1956
- 男の考え方 河出書房 1956 (河出新書)
- 考えるということ 学生社新書 1956
- 青春のなかの人生 学灯社 1956 (若人新書)
- 若い日を生きるために 河出書房 1956 (河出新書)
- 考えること生きること 牧書店 1956 (学校図書館文庫)
- 中学生について 新評論 1957
- 女が酒を飲むこと 弥生書房 1957
- 古谷綱武集 日本書房 1958 (現代知性全集22)。復刻「日本人の知性20」学術出版会 2010
- 小学生について 新評論 1958
- 暮しのなかで考えたこと くろしお出版 1958
- 女が生きること 穂高書房 1958
- 美しい心・人間らしい生きかた 牧書店 1959 (子どもの生活シリーズ)
- 働く女性の生き方 青春新書 1959
- 母親の道徳 牧書店 1959
- 生活のなかのことば 牧書店 1960 (子どもの生活シリーズ)
- 考えること生きること 牧書店 1960 (新編学校図書館文庫選集)
- 劣等感を生きる 青春新書 1960
- 評伝川端康成 実業之日本社 1960
- 職場の生き方 青春新書 1961
- 現代良妻論 牧書店 1961
- 女房関白時代 弥生書房 1961
- 美しく生きた人びとのほんとうにあったお話 1～6年生 国土社 1965
- 現代文学入門 入門百科 ポプラ社 1965
- 転換期の家庭と教育と人間と 明治図書出版 1965 (道徳教育選書)
- 人生ノート 若い日の思索のために 大和書房 1965
- 若き日をどう生きるか 鶴書房 1966
- 女性の生き方 これからの人生設計 大和書房 1966
- 母の歴史 明治図書出版 1966 (シリーズ・現代家庭教育新書)
- 自分自身の人生 日日を美しく生きるために 大和書房 1967 (銀河選書)
- 青春の愛とモラル 旺文社新書 1967
- ひとり生きる人生 哀しみをはねかえすもの 大和書房 1968 (銀河選書)
- 日日の心得 幸福な生活をささえる心の糧 日本文芸社 1968
- 教育に生涯をかけた婦人たち 明治図書出版 1969
- 弱さを生きる 希望を見失ない絶望したとき 大和書房 1970 (銀河選書)
- 私の中の日本 六芸書房 1972
- 私の心の中の日本 日本放送出版協会 1975 (NHKブックスジュニア)
- 新潟遠望 地方の中の日本 みき書房 1975
- 生きいきと感じるとき 大和書房 1978

### 編著
- 生活文化の方向 名取書店 1940（編）
- 子に生きる母の日記 滝沢文子 刀江書院 1940
- 僕たち人間のほこり 少國民文藝選 帝國教育會出版部 1942.10
- 愛は風雪に耐えて 獄中通信 滝沢修・滝沢文子 中内書店 1949
- 石川啄木集 新潮文庫（上下） 1950、のち改版
- 石川啄木純情歌集 三十書房 1951
- 少年少女から大人への抗議 西荻書店 1951
- きみの意見わたくしの意見 富永次郎共著 東西文明社 1954
- 村に生きる日日 新評論社 1954
- 町の生活雑記 新評論社 農村新書 1955.3
- 若い女性の生き方 吉沢久子共著 青春新書 1959
- 人を魅きつける秘訣 若い日の生活設計 吉沢久子共著 青春新書 1960